# Gove County
Gove County är ett administrativt område i delstaten Kansas, USA. År 2010 hade countyt 2 695 invånare. Den administrativa huvudorten (county seat) är Gove City.

## Geografi
Enligt United States Census Bureau har countyt en total area på 2 775 km². 2 775 km² av den arean är land och 0 km² är vatten.

### Angränsande countyn
- Sheridan County - nord
- Graham County - nordost
- Trego County - öst
- Ness County - sydost
- Lane County - syd
- Scott County - sydväst
- Logan County - väst
- Thomas County - nordväst

### Orter
- Gove City (huvudort)
- Grainfield
- Grinnell
- Oakley (delvis i Logan County, delvis i Thomas County)
- Park
- Quinter